# Srbac
Srbac (srbsko Србац) je naselje in središče istoimenske občine v Bosni in Hercegovini. Srbac leži ob izlivu Vrbasa v Savo v Republiki srbski. Prebivalci so večinoma Srbi. Svoje sedanje ime je naselje dobilo z odlokom jugoslovanskega Ministrstva za notranje zadeve 2. novembra 1933, pred tem se je imenovalo Svinjar (Свињар).

## Naselja v občini
Bajinci, Bardača, Kobaš, Brezovljani, Brusnik, Crnaja, Ćukali, Donja Lepenica, Donji Kladari, Donji Srđevići, Dugo Polje, Gaj, Glamočani, Gornja Lepenica, Gornji Kladari, Gornji Srđevići, Ilićani, Inađol, Kaoci, Korovi, Kukulje, Lilić, Nova Ves, Novi Martinac, Nožičko, Povelič, Prijebljezi, Rakovac, Razboj Ljevčanski, Razboj Župski, Resavac, Seferovci, Selište, Sitneši, Sitneši Mali, Srbac, Srbac (vas), Stari Martinac i Vlaknica.
1. ↑  »Opština Srbac - Popis 2013 u BiH«. statistika.ba (v bosanščini). Pridobljeno 28. decembra 2019.